# Wookiee
Els wookiees són una raça de la sèrie de pel·lícules de la Guerra de les Galàxies, encara que la seva primera aparició es troba en forma de cita a la pel·lícula THX 1138. El wookiee més famós és Chewbacca, company de Han Solo. Altres wookiees coneguts són Lowbacca, Tyvokka, Zaalbar, Chuundar, Attichitcuk, Tarfful, Mallatobuck, Lumpawarrump, Chalmun, Snoova i Hanharr.
Els wookies tenen una alçada de més de dos metres i gran quantitat de pelatge que cobreix el seu cos per complet. Són una espècie senzilla, però força familiaritzada amb la tecnologia. Hàbils guerrers i mecànics prefereixen portar una vida simple al costat de les seves famílies, encara que això no els impedeix de tenir una fluida relació amb els sistemes veïns així com participar en diversos fòrums diplomàtics.
Nadius del planeta Kashyyyk, estan representats al Senat Galàctic pel diplomàtic Yarua.
Durant les Guerres Clon es va lliurar la batalla de Kashyyyk, en la qual un gran nombre de soldats wookiees i part de la població va morir defensant la seva terra i els seus boscos sagrats. Cada soldat wookiee que va lluitar contra els androides de batalla de la Confederació de Sistemes Independents, va ser honrat i reverenciat. Amb l'adveniment de l'Imperi va ser decretada la llei marcial en el seu món i van ser esclavitzats.

## Inspiració
Segons una entrevista al creador George Lucas, la inspiració per als wookiees va ser el gos de Lucas, Indiana (el nom del qual s'utilitza a la franquícia d'Indiana Jones, inspirada per Lucas). "Era el prototip per al Wookiee. Sempre estava assegut al meu costat al cotxe. Era gran, un os gros d'un gos." Durant la clàssica escena de persecució de THX 1138, un dels locutors robòtics, interpretat per l'actor Terry McGovern, improvisa: "I think I ran over a Wookiee back there" (Crec que vaig topar amb un Wookiee allà mateix), i així va néixer la paraula. Wookey era el cognom d'un amic de Terry, Ralph Wookey, i Terry va pensar que seria una divertida broma incloure el nom del seu amic a la pel·lícula.

## Ballesta wookiee
La ballesta wookie és una arma similar a una ballesta de l'edat mitjana d'estil futurísta emprada pels wookiees i és l'evolució d'una versió feta sense components metàl·lics que llançava projectils de fusta. Aquesta estava decorada amb emblemes del clan pertanyent. Es basa en un principi d'acceleració magnètica: als extrems de l'arc de la ballesta hi ha uns polaritzadors que carreguen d'energia la corda metàl·lica, aquesta, en ser disparada, allibera l'energia en forma de raig que pot danyar i pot ser confós amb un raig de blàster. Cal molta força per emprar la ballesta. Funciona amb un carregador d'energia limitada. Algunes versions millorades són automàtiques, de manera que no s'ha de col·locar cada cop la corda i es poden desmuntar i muntar amb facilitat, de manera que són més fàcils de transportar.